# Injustice: Gods Among Us
Injustice: Gods Among Us è un videogioco picchiaduro a incontri tra personaggi del DC Universe in un piano bidimensionale con sfondi e personaggi renderizzati in tre dimensioni. Il gioco riprende la giocabilità di Mortal Kombat vs DC Universe ma non la violenza, sviluppato da NetherRealm Studios ed è stato pubblicato nell'aprile 2013.
La campagna narrativa di Injustice è stata scritta da NetherRealm in collaborazione con la DC Comics.

## Trama
Un inganno del Joker ha portato Superman ad uccidere sua moglie Lois Lane e il figlio che aveva in grembo, nonché a radere al suolo Metropolis tramite una bomba atomica, innescatasi alla morte di Lois; per vendetta, il kryptoniano ha ucciso brutalmente il folle principe pagliaccio del crimine a sangue freddo e in seguito, in preda a una crescente pazzia, ha posto il mondo sotto il suo controllo. La Terra Unita (così viene chiamata questa dimensione) è divisa in due fazioni: la Dittatura, di cui fanno parte eroi e criminali dalla parte di Superman (come Flash e Black Adam), e l'Insurrezione ad essa opposta, guidata da Batman. Molti membri di quest'ultima, tra cui Freccia Verde, Martian Manhunter e Batwoman, sono stati uccisi e, trovatisi con le spalle al muro, i ribelli decidono di portare sulla loro Terra alcuni eroi provenienti da un'altra dimensione, quella principale, in cui il piano del Joker è invece fallito.
All'Insurrezione è affiliato anche Lex Luthor, che in questo universo è amico di Superman ma segretamente alleato di Batman, e rifornisce il suo gruppo con una medicina che potenzia chi la ingerisce portando il corpo ad un livello di forza simile a quello di un kryptoniano, ottenuta dai ribelli grazie al sacrificio di Freccia Verde. Inizialmente l'Alto Consigliere (così si è autoproclamato Clark) non capisce il piano dell'Insurrezione e si limita a respingerla con le sue truppe; successivamente, però, decide di usare il pugno duro dopo aver scoperto il tradimento di Luthor, che viene ucciso da lui stesso. La morte di Capitan Marvel, sempre per mano di Superman, causa un ripensamento da parte di Flash, che decide di aiutare l'Insurrezione, ma i ribelli vengono costretti ad effettuare un nuovo attacco, dato che l'Alto Consigliere ha deciso di punire l'intera popolazione umana distruggendo Gotham e la ricostruita Metropolis; l'attacco viene però subito messo in difficoltà dai numeri e dalla forza superiore della Dittatura. Il Batman della Terra principale riesce, dopo un feroce combattimento, a convincere quello della Terra Unita a portare in questa dimensione il loro Superman, che riesce a fermare i piani del suo omologo. Quest'ultimo viene così rinchiuso in una cella dove è costantemente irradiato da un sole rosso che lo priva dei suoi poteri, e i suoi seguaci, privi del loro capo sconfitto, vengono dunque arrestati, mentre quelli dell'Insurrezione, aiutati dagli altri eroi, ricostruiscono il loro mondo. Lo spietato Kal-El, però, è tutt'altro che sconfitto.

### Capitoli
La trama del gioco si suddivide in dodici capitoli, in ognuno dei quali si userà un personaggio che dovrà combattere contro quattro avversari. Di seguito viene riportata la tabella con i personaggi giocabili e i loro rispettivi avversari; i personaggi della terra alternativa (che costituiscono la maggior parte degli avversari) sono segnati in corsivo.
| Personaggio    | Avversari                                                |
| -------------- | -------------------------------------------------------- |
| Batman         | Deathstroke, Bane, Lex Luthor, Joker                     |
| Lanterna Verde | Raven, Cyborg, Sinestro, Lanterna Gialla                 |
| Aquaman        | Flash, Shazam, Aquaman, Ares                             |
| Joker          | Batman, Harley Quinn, Hawkgirl, Nightwing                |
| Freccia Verde  | Solomon Grundy, Killer Frost, Wonder Woman, Black Adam   |
| Cyborg         | Deathstroke, Lex Luthor, Catwoman, Cyborg                |
| Deathstroke    | Shazam, Flash, Killer Frost, Wonder Woman                |
| Batman         | Catwoman, Nightwing, Freccia Verde, Lanterna Gialla      |
| Lex Luthor     | Harley Quinn, Joker, Hawkgirl, Shazam                    |
| Flash          | Lanterna Gialla, Solomon Grundy, Sinestro, Freccia Verde |
| Wonder Woman   | Bane, Ares, Raven, Wonder Woman                          |
| Superman       | Black Adam, Aquaman, Doomsday, Superman                  |

Tra gli ultimi due capitoli si deve anche combattere una battaglia nei panni del Batman originale contro quello alternativo.

## Modalità di gioco
Ogni partita consiste in un round: il giocatore controlla un personaggio con due barre di salute e l'obiettivo della vittoria è consumare entrambe le barre dell'avversario attaccandolo. Il gioco utilizza un layout di quattro pulsanti di controllo: i primi tre consentono attacchi leggeri, medi e pesanti, mentre il quarto è una "specialità", una capacità diversa per ogni personaggio; ad esempio, la specialità di Superman fornisce un potenziamento offensivo temporaneo, mentre Wonder Woman cambia stile di combattimento. Ed Boon, direttore creativo di Netherrealm Studios, ha dichiarato che i personaggi si dividono in due categorie: "personaggi di potere", che si basano sulla forza bruta e abilità innate, e "personaggi gadget", che usano le armi, oggetti e altri meccanismi esterni per vincere. Tutti i personaggi hanno a disposizione delle mosse speciali ed una "Supermossa", che causa un enorme danno e si può usare solo riempiendo l'indicatore energetico diviso in quattro sezioni; il medesimo può essere usato per potenziare gli attacchi speciali.
Le arene, basate su luoghi celebri come la Batcaverna, la Torre di Guardia e la Fortezza della Solitudine, dispongono di ambienti interattivi, e sono tutte a più livelli. Attuando con successo un attacco pesante vicino a uno specifico bordo dello stage si lancerà l'avversario in un'altra parte del livello, danneggiandolo durante il percorso. Ogni arena contiene oggetti che i personaggi possono usare in modo diverso a seconda della loro classe: ad esempio, un personaggio gadget come Batman può sparare proiettili ad una macchina per provocare un'esplosione, mentre un personaggio potente come Superman può prendere la stessa auto e buttarla addosso ai nemici. I giocatori avranno la possibilità di disattivare gli elementi interattivi a loro scelta.

## Personaggi
Il roster dei personaggi è stato scelto internamente da NetherRealm Studios con il contributo di DC Comics. L'obiettivo principale durante il processo di selezione è stato quello di creare un cast con una vasta gamma di personaggi per quanto riguarda dimensioni, capacità, e il livello di poteri. I personaggi sono stati scelti in base a criteri quali popolarità, oscurità, e come si inseriscono nella trama. I personaggi sono stati progettati con l'intento di rendere ogni combattente unico. Stili di combattimento e moveset sono stati creati su misura per tipo e personalità di ogni personaggio.
Molti personaggi della DC Universe sono presenti come personaggi non giocanti, facendo apparizioni e cameo in scene della storia, stage, e modalità di gioco.

### Personaggi giocabili
I personaggi giocabili sono ventiquattro.
| Dittatura                              | Insurrezione                     |
| -------------------------------------- | -------------------------------- |
| Superman (terra unita) fondatore       | Batman (terra unita) fondatore   |
| Wonder Woman (terra unita) cofondatore | Lex Luthor (terra unita)         |
| Shazam (terra unita)                   | Freccia Verde (terra unita)      |
| Flash (terra unita)                    | Ares (terra unita)               |
| Aquaman (terra unita)                  | Deathstroke (terra unita)        |
| Lanterna Verde (terra unita)           | Joker (terra originale)          |
| Sinestro (terra unita)                 | Harley Quinn (terra unita)       |
| Black Adam (terra unita)               | Batman (terra originale)         |
| Hawkgirl (terra unita)                 | Freccia Verde (terra originale)  |
| Solomon Grundy (terra unita)           | Aquaman (terra originale)        |
| Doomsday (terra unita)                 | Lanterna verde (terra originale) |
| Killer Frost (terra unita)             | Wonder Woman (terra originale)   |
| Nightwing (terra unita)                | Cyborg (terra originale)         |
| Cyborg (terra unita)                   | Superman (terra originale)       |
| Bane (terra unita)                     | —                                |
| Catwoman (terra unita)                 | —                                |
| Raven (terra unita)                    | —                                |

Personaggi DLC
I personaggi dlc sono 6:
- Lobo
- Batgirl
- Scorpion (da Mortal Kombat)
- Zod
- Martian Manhunter[3]
- Zatanna

Darkseid, Static e il Cavaliere di Arkham sono presenti come personaggi aggiuntivi nelle versioni per iOS ed Android.

### Personaggi non giocabili
I seguenti personaggi appaiono come cameo negli stage, nei finali o nelle super mosse dei personaggi giocabili:
- Il Pinguino
- L'Enigmista
- Due Facce
- Killer Croc
- Parassita
- Metallo
- Starro
- Atom Smasher
- Giganta
- Gorilla Grodd
- Mister Terrific
- Hugo Strange
- Kilowog
- Ch'p
- Salaak
- Abin Sur
- Tomar Re
- Stel
- Hammeroon
- Dottor Mid-Nite
- Wildcat
- Sandman
- Atom
- Dottor Fate
- Spaventapasseri
- Trigon
- Atrocitus
- Athena
- Isis
- Red Arrow
- Big Barda
- Stargirl
- Hawkman
- Mister Miracle
- Orion
- Mister Freeze
- Poison Ivy

Mortal Kombat
- Shao Kahn
- Sub-Zero

## Finali
Ogni personaggio ha il proprio finale, raccontato sia con immagini che voce alla fine del gioco.
- Aquaman diventa il più potente monarca del pianeta, influenzando l'economia e l'ecologia; l'influenza di Atlantide è tale che le multinazionali tenteranno di assassinarlo, ma lui sopravvivrà e diverrà un capo di Stato rispettato e popolare.
- Ares non riuscirà a realizzare il suo sogno; la sconfitta di Superman, invece di riaccendere i conflitti, li terminerà, e il Dio della Guerra è costretto a trovare nutrimento altrove. Disperato, affronterà e imprigionerà Brainiac 5, costringendolo a creare un ciclo temporale senza fine solo per lui; qui Ares potrà affrontare i supereroi per sempre.
- Bane approfitterà del vuoto di potere per prendere il posto di Superman, arruolando Black Adam e Sinestro in un triumvirato; con loro dominerà l'intero pianeta, fino alla prossima fase del suo piano.
- Dopo aver scoperto che Luthor gli ha trasferito tutta la sua fortuna, Batman userà quella ricchezza per ricostruire Gotham e Metropolis; in seguito si concentrerà sulla prevenzione del crimine e l'eliminazione della povertà e le altre sue cause, imparando dal suo doppio dell'altra dimensione che deve fidarsi degli altri per riceverne aiuto, e che non può contare solo su se stesso.
- Black Adam di Terra Unita decide di occuparsi soltanto del governo di Kahndaq assieme alla moglie Isis, separandolo dal resto del mondo (totalmente distrutto) con una cupola magica.
- Unitasi a Superman per salvare Batman e convincerlo a desistere, Catwoman ha ora perso la sua chance di essere felice con il cavaliere oscuro, forse per sempre; torna dunque a Gotham restando per il momento lontano dal suo grande amore ma partecipando alla sua iniziativa di combattere il crimine.
- Cyborg guiderà l'assalto alla fortezza della solitudine dopo l'incarcerazione di Superman; costretto ad usare tecnologia kryptoniana per guarire i danni al suo corpo, scoprirà di poter comunicare e dirigere gli androidi creati da Superman e li userà come un piccolo esercito, girando con loro per il mondo a portare giustizia.
- Annientato il regime totalitaristico di Superman, nuovi governi prendono il controllo delle nazioni; questo significa molto lavoro per Deathstroke, che assume come aiutanti le guardie che applicavano le direttive di Superman, e si sono nascoste alla popolazione per evitare rappresaglie. Radunati tutti quanti, Deathstroke crea i New Titans, il suo esercito privato.
- Libero dal controllo di Superman, Doomsday spazza via i rimanenti superumani e manipola la tecnologia di Krypton per terraformare il pianeta, rendendolo simile a Krypton durante la preistoria; il processo sterminerà gran parte della razza umana, e il resto sarà distrutto da lui stesso. Anni dopo, non più soddisfatto, Doomsday (che ha intanto assorbito la capacità di volare da Superman) lascerà la Terra per cercare nuove sfide; sentito di un temibile cacciatore di taglie alieno di nome Lobo, andrà ad affrontarlo.
- Pur avendo battuto Superman, Flash di Terra Unita è perseguitato dal rimorso per averlo seguito e aver commesso grandi malvagità nel tempo. Incapace di venire a patti con sé, alla fine Barry si autoesilia. Sentendo però ancora il bisogno di aiutare il prossimo, combatte il crimine a Central City, usando la sua velocità per non essere visto, tanto che la gente inizia a parlare di un fantasma che aiuta chi è in pericolo.
- Freccia Verde visiterà la Starlight City di questa dimensione, scoprendo che è stato eretto un memoriale al suo doppio, uno dei primi eroi a morire dopo essersi opposto a Superman; scoprirà anche che qualcuno vuol seguire le sue orme, e lo addestrerà come Freccia Rossa, un nuovo eroe, prima di andarsene e tornare nel suo mondo.
- Giorni dopo la battaglia finale, Hal Jordan/Lanterna Verde vede una nave spaziale precipitare; all'interno scopre il morente Abin Sur, colui che nel suo mondo lo ha nominato successore nel compito di portare l'anello; ma qui, Abin Sur e Jordan non si sono mai incontrati e l'alieno gli affida il suo anello. Tentando invano di convincerlo del loro comune passato, Hal apprende da Abin di una minaccia che sta riscrivendo la storia, e parte per Oa (il pianeta dei Guardiani, dove le lanterne vengono addestrate) per far fronte a questo nuovo pericolo.
- Harley Quinn va sulla Terra originale per tirare il Joker fuori da Arkham, e i due, tornati su Terra Unita, si sposeranno; quando però Joker le tira la torta nuziale in faccia per scherzo, anni di abusi e sofferenze romperanno il fragile equilibrio psicologico di Harley, che ucciderà il neomarito. Harley passerà così il resto dei suoi giorni al manicomio di Arkham su Terra Unita, sempre con il vestito da sposa indosso.
- Libera dal lavaggio del cervello, Hawkgirl uccide Superman per aver a sua volta ucciso Hawkman. Viene poi incarcerata, ma una notte si sveglia poco prima di venire teletrasportata in un luogo ignoto, dove un meteorite emette una luce misteriosa. Hawkgirl tocca il meteorite e il suo corpo diventa simile al metallo, rendendola invincibile; con questo nuovo potere, la supereroina inizia subito a vendicarsi di coloro che aiutarono Superman a catturare e uccidere Hawkman.
- Avendo visto cosa era successo su Terra Unita, Joker ne trae ispirazione per Terra-1: prima crea una banda di seguaci, poi avvia una serie di atti terroristici per destabilizzare l'ordine pubblico, e infine si propone come soluzione al problema. Aumentando i ranghi della sua banda, aumenta anche la scala del terrore inflitto e il raggio d'azione dei suoi uomini, arrivando così a distruggere l'economia globale.
- Killer Frost viene catturata e portata ai laboratori Star, dove gli scienziati la studieranno tentando di scoprire applicazioni pacifiche e benefiche dei suoi poteri; l'infuriata supercriminale riuscirà però a congelare l'emisfero occidentale, condannando gli abitanti a sopravvivere a stento nel clima glaciale.
- Lex Luthor di Terra-1 viaggerà su Terra Unita facendosi passare per il suo doppio (morto per mano del malvagio Superman) e si farà eleggere Presidente degli Stati Uniti. Arrivato alla Casa Bianca, comincerà a consolidare il suo potere continuando a rimanere popolare, tanto che una sua statua sostituirà la Statua della Libertà.
- Nightwing di Terra Unita (ovvero Damian Wayne adulto) sconfigge Superman in combattimento. Sentendosi legittimato e orgoglioso di aver fatto ciò che neanche suo padre era riuscito a fare, diventerà sempre più spietato, attirando l'attenzione di Sinestro che gli porterà un anello giallo della paura; l'anello andrà al dito di Nightwing da solo, confermando le inclinazioni di Damian.
- Per vincere Superman, Raven adopera troppa energia demoniaca e sviene; al risveglio scopre che il circondario è letteralmente un inferno e suo padre Trigon il Terribile è lì a distruggere Terra Unita.
- Dopo la sconfitta di Superman, gli eroi di Terra-1 tornano a casa, ma qualcosa li fa impazzire tutti, tranne Capitan Marvel, che invece non si è recato lì ed è dunque l'unico rimasto. Disperato, Billy condivide il suo potere con i suoi fratelli e sorelle adottivi, e tutti insieme fermano gli eroi impazziti, per poi prendere il posto della Justice League nella lotta al supercrimine.
- Quando gli eroi riuniti fermano Superman, Sinestro di Terra Unita si ritira a Korugar (il suo pianeta natale e sua base di potere) per riflettere; capendo che il potere giallo della paura, su cui lui e Superman basavano il proprio dominio, si è rivelato insufficiente, Sinestro parte allora con le sue lanterne gialle per attaccare l'Entità della Vita, guardiana della batteria alimentata dal suo potere bianco. Sinestro vince e diventa una Lanterna Bianca, una forza inarrestabile, e i primi a farne le spese saranno i suoi antichi compagni, le Lanterne Verdi.
- Solomon Grundy riesce a non farsi prendere e torna alla sua palude; qui, mentre si rigenera, scopre di poter controllare la vita animale grazie al potere del Rosso, e lo userà per distruggere Terra Unita trasformandola in una landa desolata senza vita.
- Superman di Terra-1 sconfigge il suo doppio, ma questo lo porta a mettere se stesso in discussione: se un Superman ha perso la testa, perché non potrebbe accadere a un altro? Kal-El mette quindi a punto una microarma kryptoniana che ingerisce: nel caso lui impazzisse, un membro della Justice League, che si alterneranno tra di loro in qualità di custode della microarma, dovrà ucciderlo, premendo il tasto che la innescherà. A Batman viene però negata la possibilità.
- Tornata su Terra-1, Wonder Woman scopre che gli Dèi Olimpiaci hanno approfittato dell'assenza dei più potenti metaumani per distruggere quelli rimasti e prendere possesso della Terra; l'amazzone radunerà le sue sorelle per dare battaglia all'Olimpo, e nonostante le forti perdite le donne guerriere uccideranno tutti gli Olimpiaci e diverranno la successiva generazione di Dèi, inaugurando una nuova era di pace e prosperità.
- Dopo aver aiutato i ribelli passando loro informazioni tramite computer, Barbara Gordon scopre che il regime di Terra-1 le ha assassinato il padre, l'ispettore James Gordon. Presa dalla rabbia, Barbara diventa Batgirl, sconfigge Superman e si autoproclama paladina della giustizia.
- Durante il regno di Superman, Lobo, da esperto cacciatore di taglie, diviene ricchissimo uccidendo tutti coloro che si oppongono all'Alto Consigliere. Ma, una volta morti quasi tutti gli eroi, il lavoro inizia a scarseggiare, dunque Lobo inizia a maturare l'idea di dirigersi verso Nuova Genesi per dare la caccia ai Nuovi Dèi.
- Sconfitto Superman, la giuria condanna a morte i difensori più incrollabili. Presa dallo sconforto di anni di sotterfugi, Zatanna salva da morte certa i condannati, rinchiudendoli nella Torre del dottor Fate.
- Sconfitto Superman e libero dalla Zona Fantasma, Zod diventa ancora più potente, e decide di ricreare una nuova Terra-1 a immagine e somiglianza di Krypton.
- Dopo aver esiliato Superman, Martian Manhunter diventa un neutrale, nascondendosi ad Atlantide sotto mentite spoglie di un archivista al servizio di un ignaro Aquaman. Quando però scopre che in una dimensione parallela le furie di malvagi Superman e Batman creano il caos a Gotham e Metropolis, Martian Manhunter arruola nuovi eroi per ricreare una nuova Justice League in difesa delle due città colpite.
- Sconfitto Superman, Scorpion attende che gli stregoni Quan Chi e Shinnok lo invochino per far ritorno nella sua dimensione. Invece viene subito attaccato da un furioso Trigon che lo accusa di aver sconfitto l'Alto Consigliere al posto suo. Scorpion sconfigge anche Trigon e diventa padrone di quello sconosciuto nuovo regno.

## Produzione e sviluppo
Injustice: Gods Among Us è stato annunciato il 31 maggio 2012. Secondo Ed Boon, l'obiettivo principale in Injustice era quella di creare un gioco al di fuori della serie Mortal Kombat drasticamente diverso da tutti gli altri giochi di combattimento. Il produttore Hector Sanchez ha dichiarato che Netherrealm Studios non si sente vincolato dai parametri di Mortal Kombat, e permette agli sviluppatori di prendere dei rischi nel progetto, come la rimozione di pulsante tradizionale di Mortal Kombat dedicato al blocco. L'uso della licenza DC Comics implica restrizioni alla quantità di violenza nel gioco, tuttavia, Boon si propone di spingere il rating "Teen" sostituendo la violenza con della "azione folle".
A causa di denunce di ritardo grave nella parte multiplayer online di Mortal Kombat, Boon ha riferito che il team di sviluppo era voltato a guardare sui loro errori del passato per creare un "nuovo sistema più elaborato" per una migliore esperienza on-line. Il Senior Producer Adam Urbano, ha dichiarato NetherRealm Studios, ha trascorso due anni di sviluppo concentrandosi sul NetPlay. Inoltre, NetherRealm ha svelato i piani per un sistema automatico per spingere contenuti scaricabili alle console di tutti gli utenti, il gioco si connetterà a Internet durante l'uso per scaricare le informazioni necessarie per i giocatori che hanno acquistato personaggi DLC per giocare contro gli altri che ne sono ancora privi.
Il gioco gira su una versione altamente modificata del motore grafico Unreal Engine 3, simile a Mortal Kombat vs DC Universe e Mortal Kombat 9. NetherRealm Studios ha proclamato che molti progressi tecnici erano stati fatti dopo la pubblicazione di Mortal Kombat nel 2011. Urbano ha aggiunto che il gioco presenta una soluzione di illuminazione rinnovata, consentendo l'illuminazione più dinamica in termini di personaggi e ambienti, un intero sistema cinematica inversa è stato costruito per permettere al gioco di gestire gli scheletri di dimensioni diverse nei modelli dei personaggi e il gioco utilizza anche un motore di rendering multithreaded, che permette di visualizzare circa tre volte la quantità di oggetti sullo schermo in una sola volta rispetto a Mortal Kombat 9.

### Trailer
Il trailer è stato pubblicato il 1º giugno 2012.

### Colonna sonora
Durante i titoli di coda è presente il brano Angel dei Depeche Mode, tratto dal album Delta Machine.

## Uscita
Il 15 gennaio 2013 Warner Bros. Interactive conferma le date d'uscita per il gioco: 16 aprile 2013 per il Nordamerica e 19 aprile 2013 per l'Europa. La notizia è accompagnata dalla presentazione della Battle Edition, edizione da collezione che conterrà un controller classico da sala giochi dedicato al gioco e 3 DLC skin (costumi alternativi per Batman, Superman e Wonder Woman). La Battle Edition è prevista solo per il mercato nordamericano.

### Proibizione religiosa
Il gioco è stato proibito temporaneamente negli Emirati Arabi Uniti e in Kuwait, dove in origine il titolo del gioco avrebbe dovuto essere Injustice: The Mighty Among Us per usi promozionali. È speculato che Injustice venne proibito in quei paesi data l'inclusione del termine 'Gods', ossia Dei, nel titolo (in riferimento a 'God', ovvero Dio, al plurale, proibito dalla shahada), i pettorali esposti nei costumi per alcuni personaggi femminili, e la presenza del sangue in generale. È anche probabile che la tagline del gioco in sé sarebbe stata una violazione o un'inconsiderazione delle morali islamiche negli EAU. Alla fine, la proibizione negli EAU e nel Kuwait è stata tolta.

## Versione Ultimate
Il 7 ottobre 2013 Warner Bros. Interactive Entertainment e DC Entertainment hanno annunciato l'uscita di Injustice: Gods Among Us Ultimate Edition, disponibile in Europa dal 29 novembre 2013. Il gioco è disponibile su PlayStation 4, PlayStation 3, PlayStationVita, Xbox 360 e Microsoft Windows. Injustice: Gods Among Us Ultimate Edition include tutti i contenuti originali di gioco già sbloccati e tutti i contenuti scaricabili (DLC) su disco.

## Accoglienza
| Testata                           | Versione | Giudizio |
| --------------------------------- | -------- | -------- |
| GameRankings (media al 9-12-2019) | WIIU     | 83,25%   |
| GameRankings (media al 9-12-2019) | PS4      | 83,21%   |
| GameRankings (media al 9-12-2019) | X360     | 82,05%   |
| GameRankings (media al 9-12-2019) | PS3      | 81,04%   |
| GameRankings (media al 9-12-2019) | PC       | 80,00%   |
| GameRankings (media al 9-12-2019) | iOS      | 66,82%   |
| Metacritic (media al 7-7-2024)    | WIIU     | 82/100   |
| Metacritic (media al 7-7-2024)    | X360     | 81/100   |
| Metacritic (media al 7-7-2024)    | PS4      | 80/100   |
| Metacritic (media al 7-7-2024)    | PC       | 79/100   |
| Metacritic (media al 7-7-2024)    | PS3      | 78/100   |
| Metacritic (media al 7-7-2024)    | iOS      | 69/100   |
| EGM                               | -        | 9.5/10   |
| Eurogamer                         | -        | 8/10     |
| Game Informer                     | -        | 9/10     |
| GameSpot                          | -        | 7/10     |
| IGN                               | -        | 8.2/10   |
| OXM (USA)                         | -        | 9/10     |

Injustice: Gods Among Us ha ricevuto un'accoglienza positiva dalla critica. I siti GameRankings e Metacritic hanno dato alla versione Wii U un 83% e un 82/100, quella Xbox 360 un 82% e un 81/100, e quella PlayStation 3 un 81% e un 78/100. La Ultimate Edition ha ricevuto un 83% e un 80/100 per la versione PS4 PlayStation 4, e un 80% e un 79/100 per quella Microsoft Windows. La versione mobile iOS ha avuto un'accoglienza mista, con voti del 67% e del 69/100.
Vince Ingenito della IGN lo ha considerato "sia un picchiaduro come si deve che una vecchia lettera d'amore ai fan". Ingenito ne ha lodato la modalità storia, le meccaniche da picchiaduro uniche, e l'uso della licenza DC nell'insieme, ma ne ha criticato la grafica grezza dei filmati, dichiarando che le textures blande e gli edifici mal modellati ne hanno eroso l'impatto visivo. Andrew Reiner della Game Informer lo ha considerato "un picchiaduro che non stona" e che "ridefinisce lo spettacolo della rissa tra super eroi". Reiner ha lodato la NetherRealm Studios per aver dato al pubblico una "grande esperienza da picchiaduro", dichiarando che l'apprezzamento dell'azienda nei confronti dell'universo DC si è fuso bene con la loro formula Mortal Kombat.

### Vendite
Injustice: Gods Among Us è stato il videogioco più venduto negli Stati Uniti il mese della sua uscita, aprile 2013. Vendette 424 000 copie e fu l'unico videogioco a vendere più di 250 000 copie quel mese. Secondo il gruppo NPD avrebbe continuato ad essere uno dei giochi più venduti negli USA a maggio e rimase nella top 10 anche a giugno.

### Riconoscimenti
| Anno | Premio                                         | Categoria                       | Esito           | Nota   |
| ---- | ---------------------------------------------- | ------------------------------- | --------------- | ------ |
| 2012 | Game Critics Awards: Best of E3 2012           | Miglior Picchiaduro             | Vincitore/trice | [ 31 ] |
| 2013 | IGN: Best of 2013                              | Miglior Picchiaduro in Generale | Vincitore/trice | [ 32 ] |
| 2013 | GameTrailers: Game of the Year Awards 2013     | Best Fighting Game              | Vincitore/trice | [ 33 ] |
| 2013 | Game Informer: Best of 2013 Awards             | Miglior Picchiaduro             | Vincitore/trice | [ 34 ] |
| 2013 | Spike VGX                                      | Miglior Picchiaduro             | Vincitore/trice | [ 35 ] |
| 2013 | D.I.C.E. Awards                                | Picchiaduro dell'anno           | Vincitore/trice | [ 36 ] |
| 2013 | National Academy of Video Game Trade Reviewers | Picchiaduro e Franchise         | Vincitore/trice | [ 37 ] |

## Seguito
Il 18 maggio 2017 è uscito Injustice 2, seguente gli avvenimenti del primo.
Nel 2021 è uscito il film d'animazione basato su Injustice con lo stesso titolo. Il film però è molto differente.